# Raión de Yártsevo
El raión de Yártsevo (ruso: Я́рцевский райо́н) es un distrito administrativo y municipal (raión) ruso perteneciente a la óblast de Smolensk. Se ubica en el norte de la óblast. Su capital es Yártsevo.
En 2021, el raión tenía una población de 49 324 habitantes.
El distrito está fuertemente centralizado en su capital Yártsevo, la cuarta ciudad más poblada de la óblast, donde vive el 85% de la población distrital.

## Subdivisiones
Comprende la ciudad de Yártsevo (la capital) y los asentamientos rurales de Kapyrevshchina, Mijeikovo, Mushkovichi, Podroshcha y Suyetovo. Estas seis entidades locales suman un total de 116 localidades.